# 美國美術委員會
美国美术委员会（英語：Commission of Fine Arts）是美国联邦政府的独立机构，成立于1910年。該委員會对华盛顿特区内所有建筑的“设计和美学”具有审查（但不是批准）的权力。
舊喬治城法案賦予CFA審查乔治城历史街区范围内附近大多數外部建築的責任。它還授權終審法院任命一個顧問委員會來協助進行這些審查。老喬治城委員會（OGB）履行了這一職能。《希普斯特德-卢斯法案》授予 CFA 批准（不仅是审查）的权力，对公共和私人建筑的设计和高度进行授权，这些建筑位于或毗邻美国国会大厦、白宫、宾夕法尼亚大道西北延伸到从国会大厦到白宫、拉斐特广场、岩溪公园、国家动物园、岩溪和波托马克公园大道、波托马克公园以及国家广场及其组成公园。 
CFA授權不適用於美國國會大廈、國會圖書館或國會大廈建築師監督的其他財產和地點。